# بیگانه (مینی‌سریال)
بیگانه (انگلیسی: The Outsider) مینی‌سریالی در گونه تریلر روان‌شناختی - ترسناک و جنایی است که بر اساس رمان بیگانه اثر استیون کینگ ساخته شده‌است. ساخت این مجموعه پس از آن‌که در ژوئن ۲۰۱۸ از سوی رسانه رایتس کاپیتال به عنوان مینی‌سریال تعریف شد، در ۳ دسامبر سفارش داده شد. پخش این مجموعه از ۱۲ ژانویه ۲۰۲۰ از اچ‌بی‌او آغاز شده‌است.

## داستان
تحقیقات پیرامون پرونده قتل پسربچه‌ای ۱۱ ساله به نام فرانکی پیترسن را دنبال می‌کند که جسدش پس از تجاوز و تکه‌تکه شدن، در جنگل نزدیک شهر کوچک اوکلاهاما پیدا شده‌است. شواهد نشان می‌دهند که تری میتلند، معلم محبوب فرانکی که مربی تیم بیسبال هم هست، متهم این پرونده است. کارآگاه رالف اندرسن، چنان از مجرم بودن میتلند مطمئن است که او را در حین یک مسابقه بیسبال و در برابر عموم به جرم قتل و تجاوز بازداشت می‌کند. وجود اثرانگشت او بر روی جسد و همه جای اتومبیل ونی که برای ربودن فرانکی از آن استفاده شده گواه این مدعاست و شاهدان عینی نیز او را با لباس‌های خون‌آلود در صحنه جنایت دیده‌اند.
اما از بخت بد مسئولین پرونده، فیلم دوربین‌های مداربسته و شاهدان دیگر و نیز گزارش پزشکی قانونی ثابت می‌کند که او در زمان قتل از آن مکان فرسنگ‌ها فاصله داشته‌است و نمی‌تواند عامل این جنایت باشد. او چطور می‌تواند درآن‌واحد در دو مکان متفاوت بوده باشد؟ آیا این موضوع به سایه پیکره موهومی که در پس‌زمینه همه صحنه‌های تحقیقات دیده می‌شود ارتباط دارد؟